# Soatá
Soatá es un municipio colombiano del departamento de Boyacá, capital de la provincia del Norte. Se sitúa en la ladera occidental de la Cordillera Oriental, en el noreste del departamento.
El municipio se encuentra a una altitud de 1950 m sobre el nivel del mar, con una temperatura media de 20 °C. Se caracteriza por presentar dos zonas con diferentes elevaciones y grados de transformación del paisaje. En una de estas zonas, la cual es cálida y baja a orillas del río Chicamocha, predomina vegetación típica de bosque seco premontano y en la otra, una zona de páramo, predomina vegetación típica de bosque de robledal. Esta configuración geológica hace que en la región se presenten variados microclimas y paisajes.
Dista de 160 km de Tunja, capital del departamento. Tiene una extensión de 136 km². Limita por el oriente con el municipio de Boavita, por el occidente con Onzaga (Santander), por el norte con Tipacoque y por el sur con Susacón.

## Historia

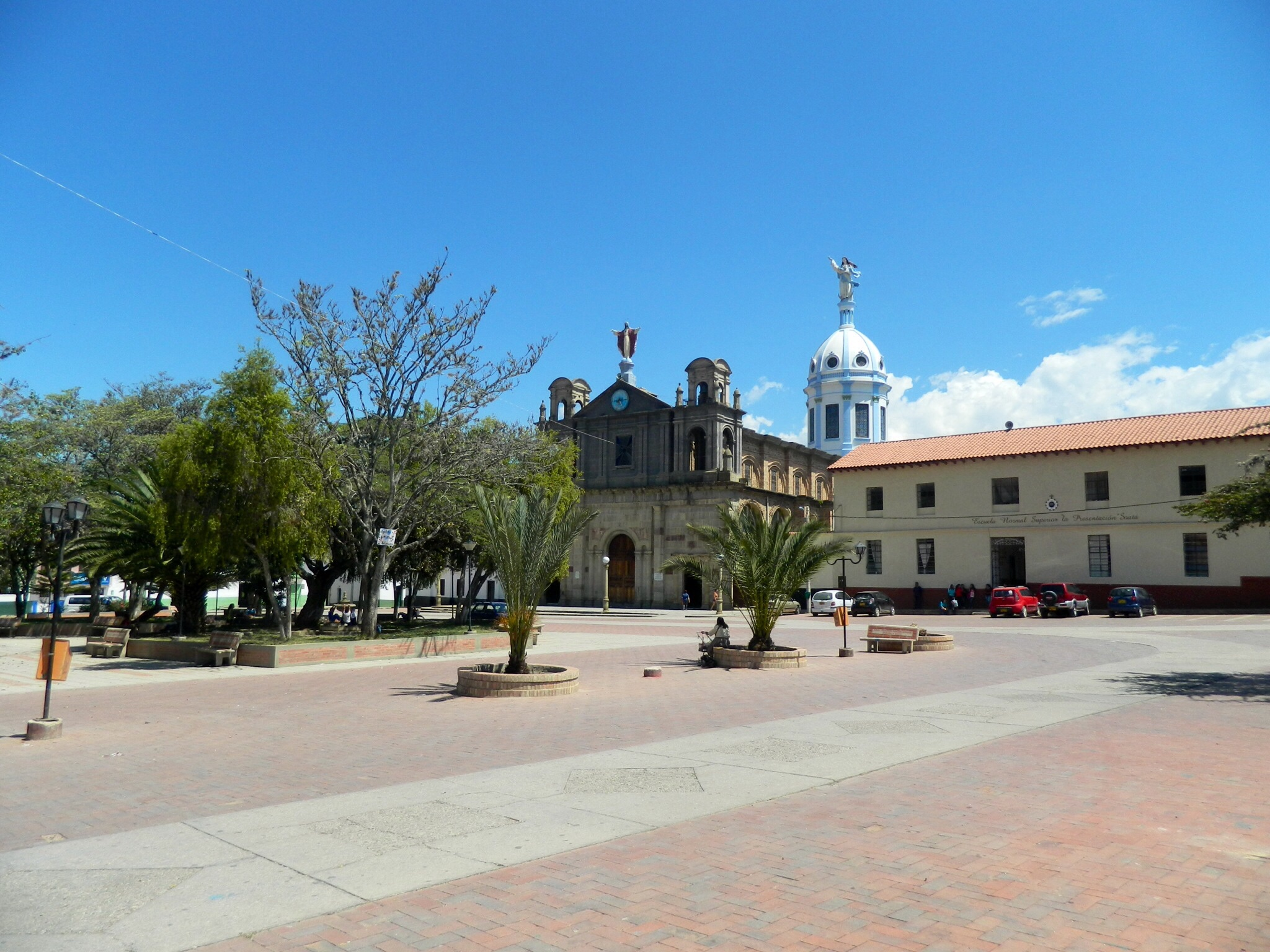
Parque principal Simón Bolívar

El término Soatá en muysccubun (idioma muisca) quiere decir labranza del sol o dominio del sol. Sus moradores provenían de la mezcla de chibchas, caribes y choques. 
Fue fundada por el Capitán Juan Rodríguez Parra el 10 de diciembre de 1545 y erigido a municipio exactamente 400 años después, el mismo día de 1945. Se le distinguió con el honroso calificativo de villa desde 1812, título otorgado por el Gobierno del estado de Cundinamarca y por el de las Provincias Unidas. [IntIgSoata.png]]

## Población

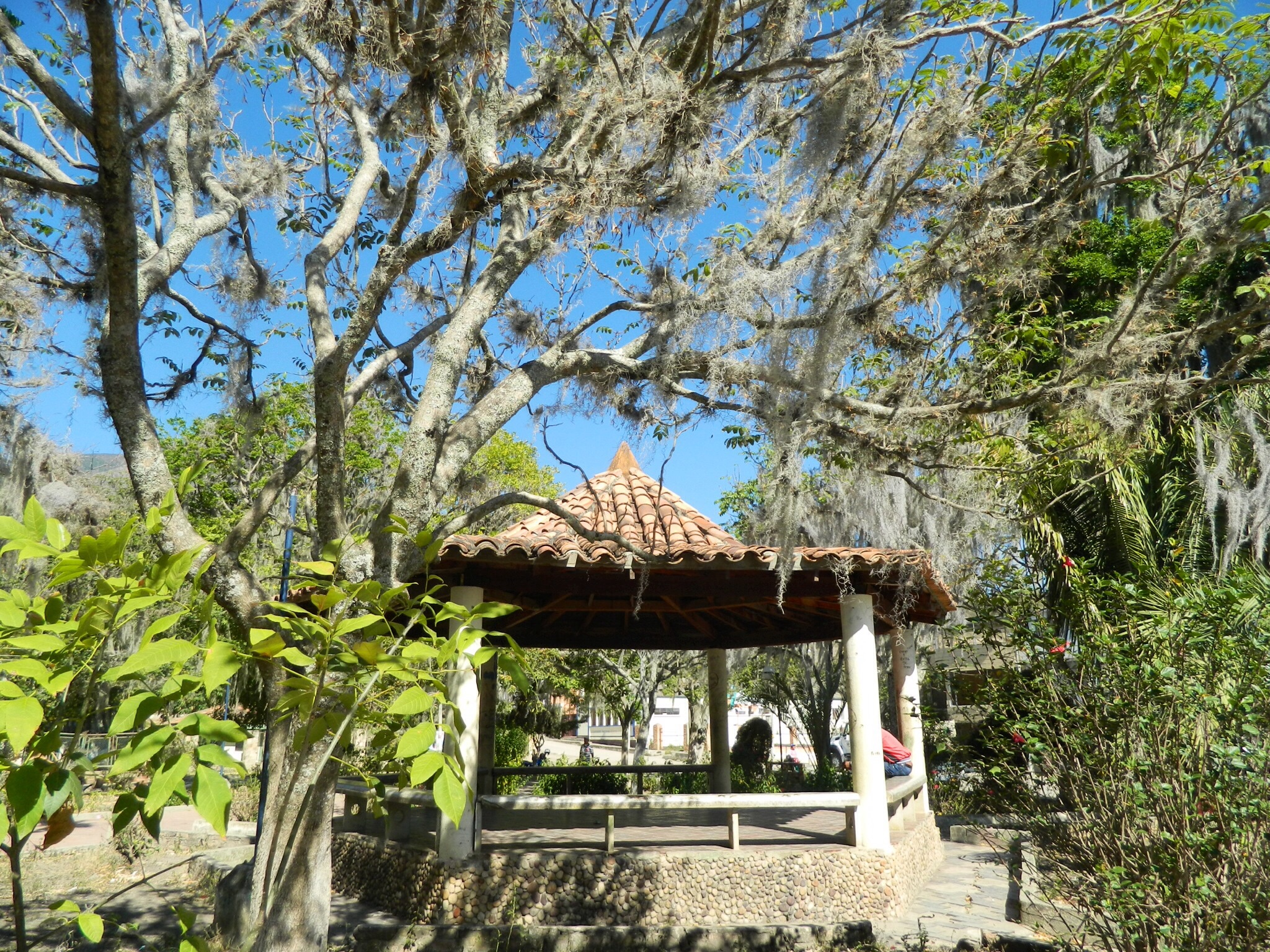
Parque Juan José Rondón

La población del municipio de Soatá, es de aproximadamente 7069 habitantes (según el censo de 2005) de los cuales 53 % vive en la zona urbana y 47 % en las ocho veredas que componen el área rural. Sus habitantes son en su mayoría mestizos, mezcla de población española con indígena. Además de su casco urbano, el municipio se compone de las siguientes veredas: Los Molinos, La Laguna, Llano Grande, El Espinal, La Chorrera, El Hatillo, La Costa y La Jabonera.

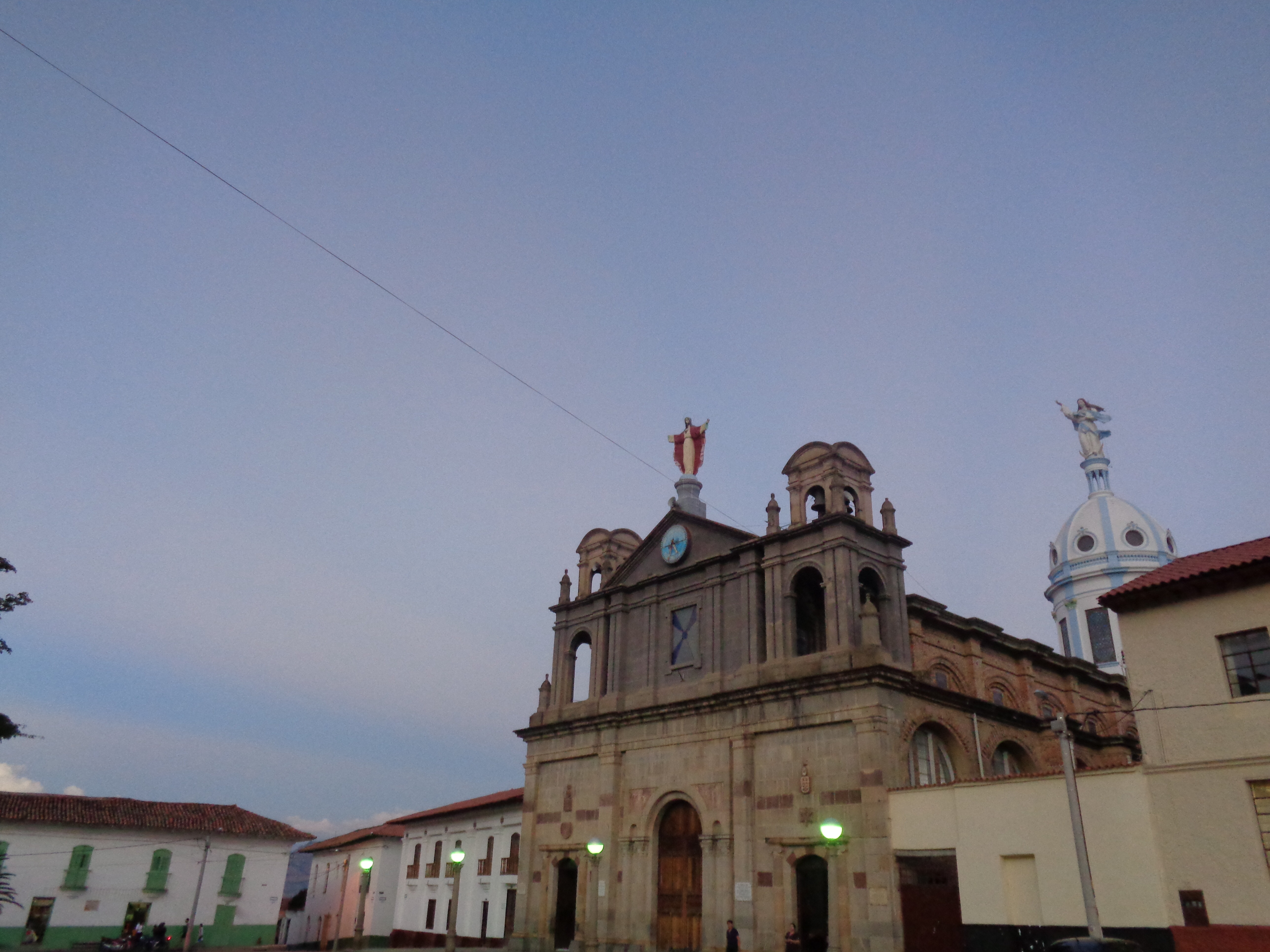
Catedral La Inmaculada Concepción de Soatá

## Economía

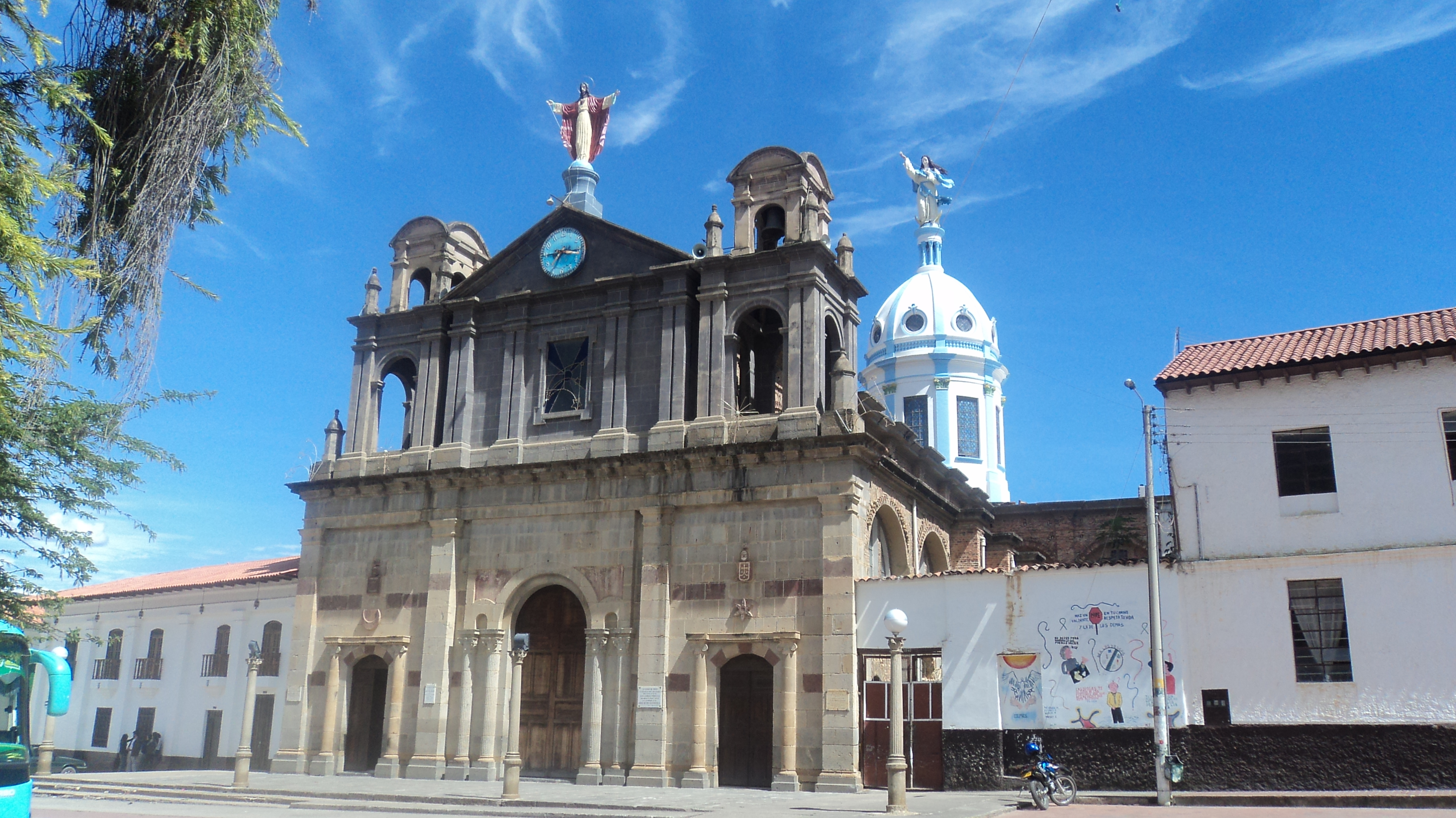
Iglesia de Soatá.

Su economía es de subsistencia y se caracteriza por la agricultura y la ganadería en forma de minifundios, destacándose los cultivos de la caña de azúcar, café, tabaco, tomate, maíz, trigo, cebada, papa, frutales, dátiles, orquídeas y otras flores. 

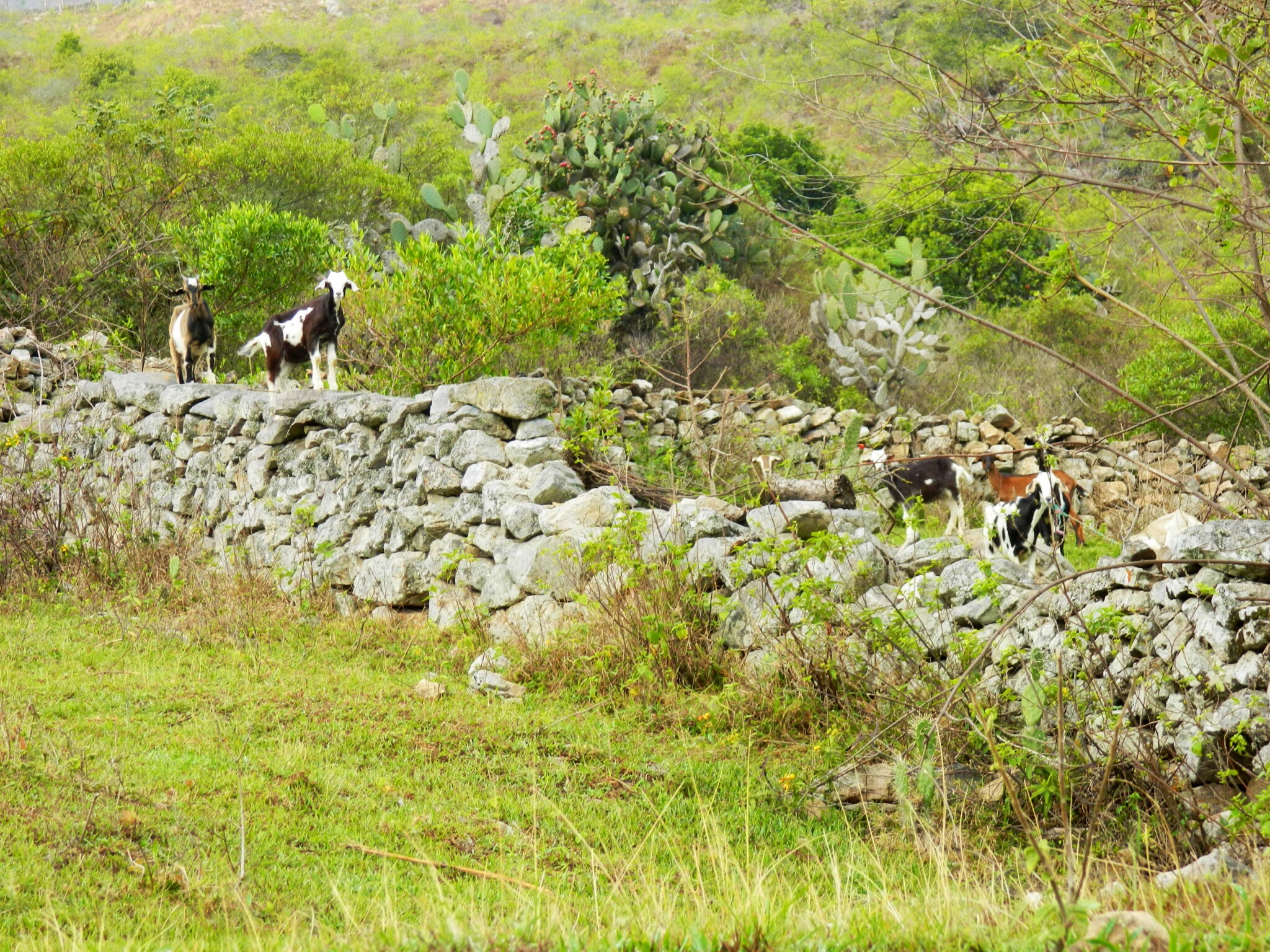
Explotación Caprina vereda Los Molinos

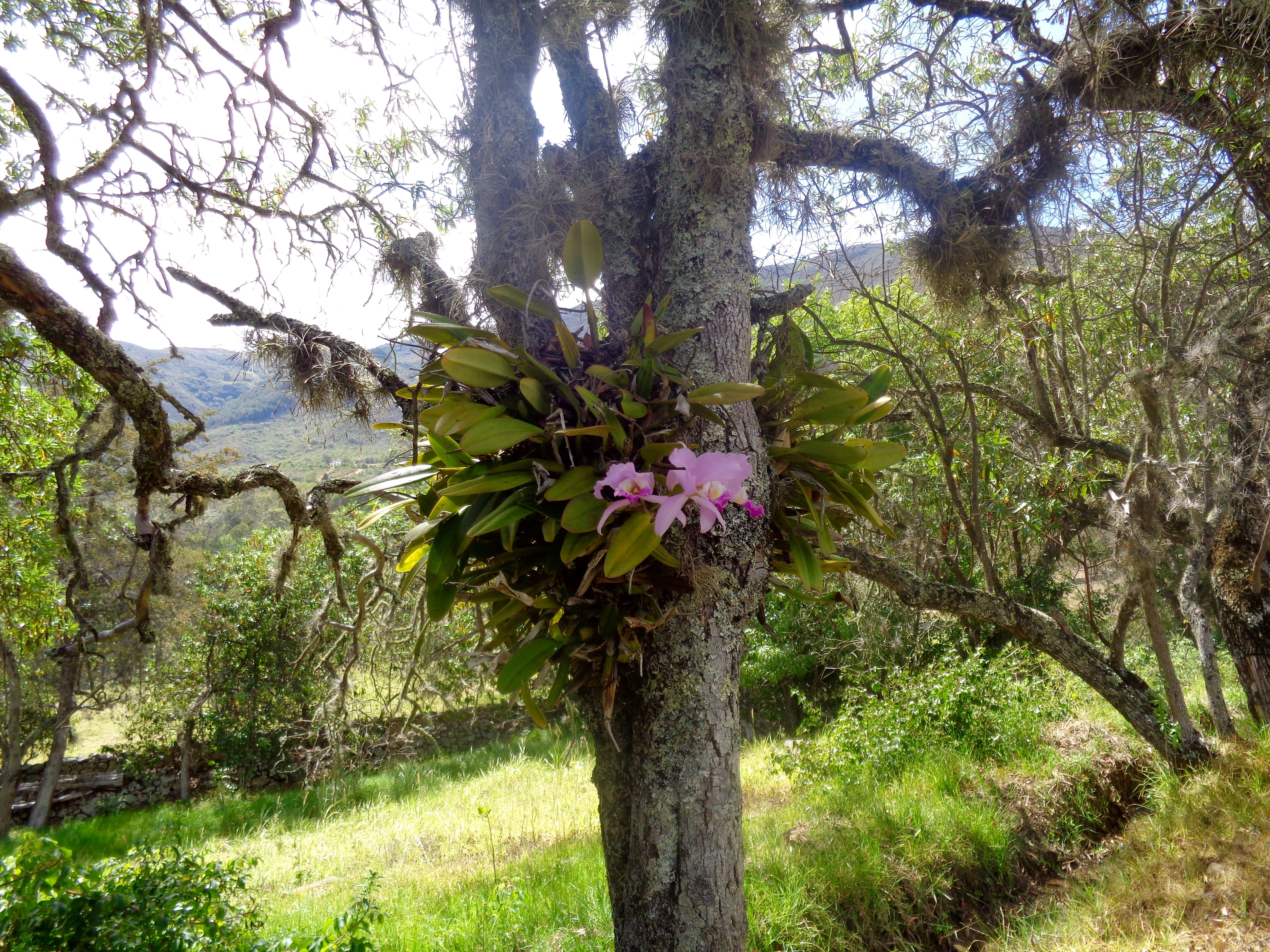
Orquídea Cattleya en los campos Soatenses

El sector pecuario se distingue por la presencia de caprinos, porcinos, vacunos y ovinos. 
En el sector industrial, se destaca la producción del ladrillo, baldosín, alpargatas, sombreros de paja, panela y miel de abejas; sobresale la elaboración de dulces y golosinas, predominando el procesamiento del dátil, actividad que le ha conferido el título de ciudad datilera de Colombia. 

Soatá, cuenta con potencial turístico por la riqueza de sus expresiones culturales, destacándose su gastronomía, variedad de paisajes y lugares escénicos naturales, todos estos aspectos ha generado que se esté convirtiendo en un sitio de interés para la construcción de casas de verano y quintas para el descanso, ubicadas en su mayoría alrededor de la vía que baja el caňón del Chicamocha entre Soatá y Puente Pinzón.

## Sitios de interés

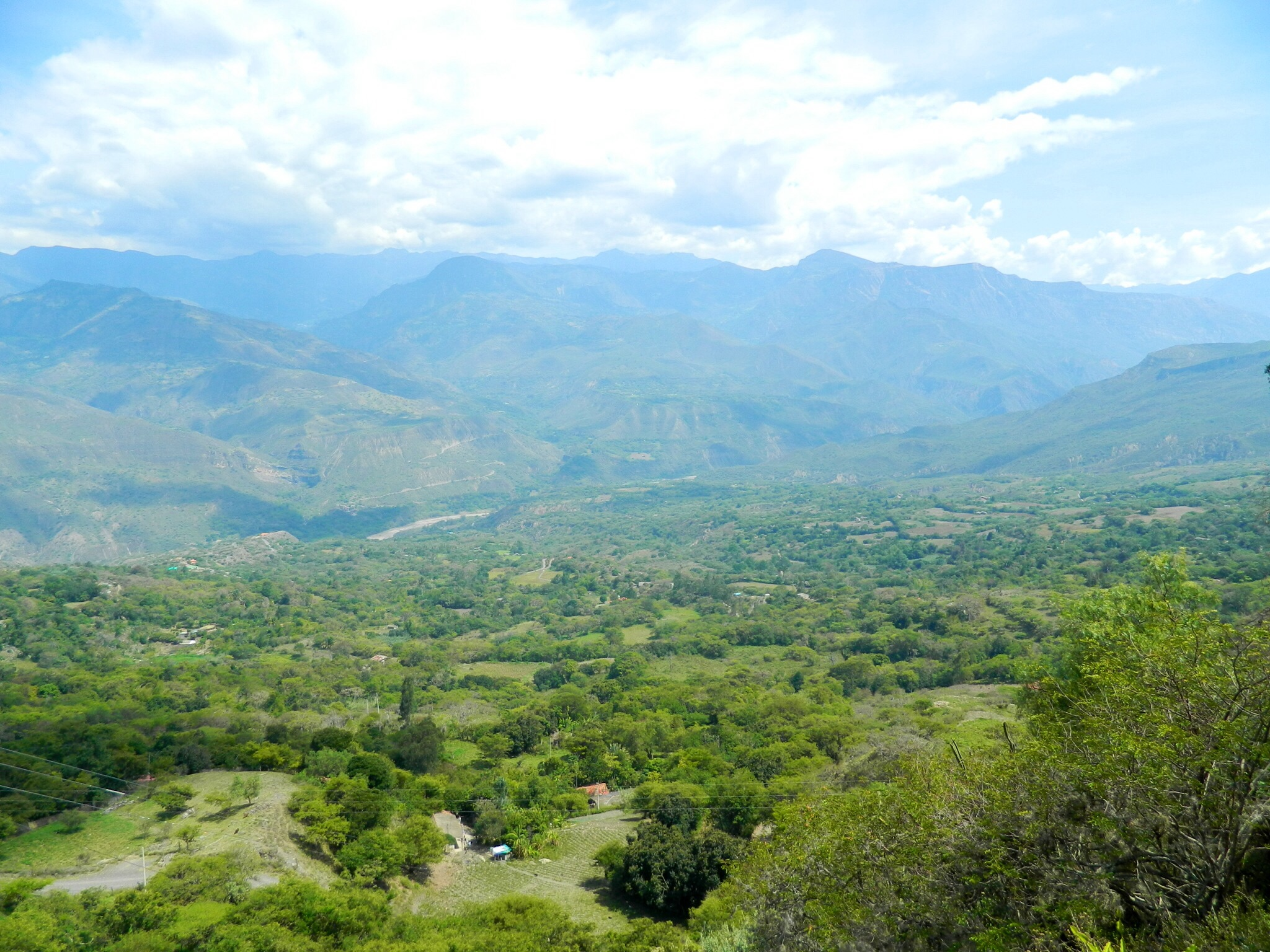
Cañón del río Chicamocha en Soatá

Otros sitios turísticos de interés son:
- La Casona de Bolívar
- Catedral la Inmaculada Concepción
- Parroquia El Carmen

- Capilla De la Piedra

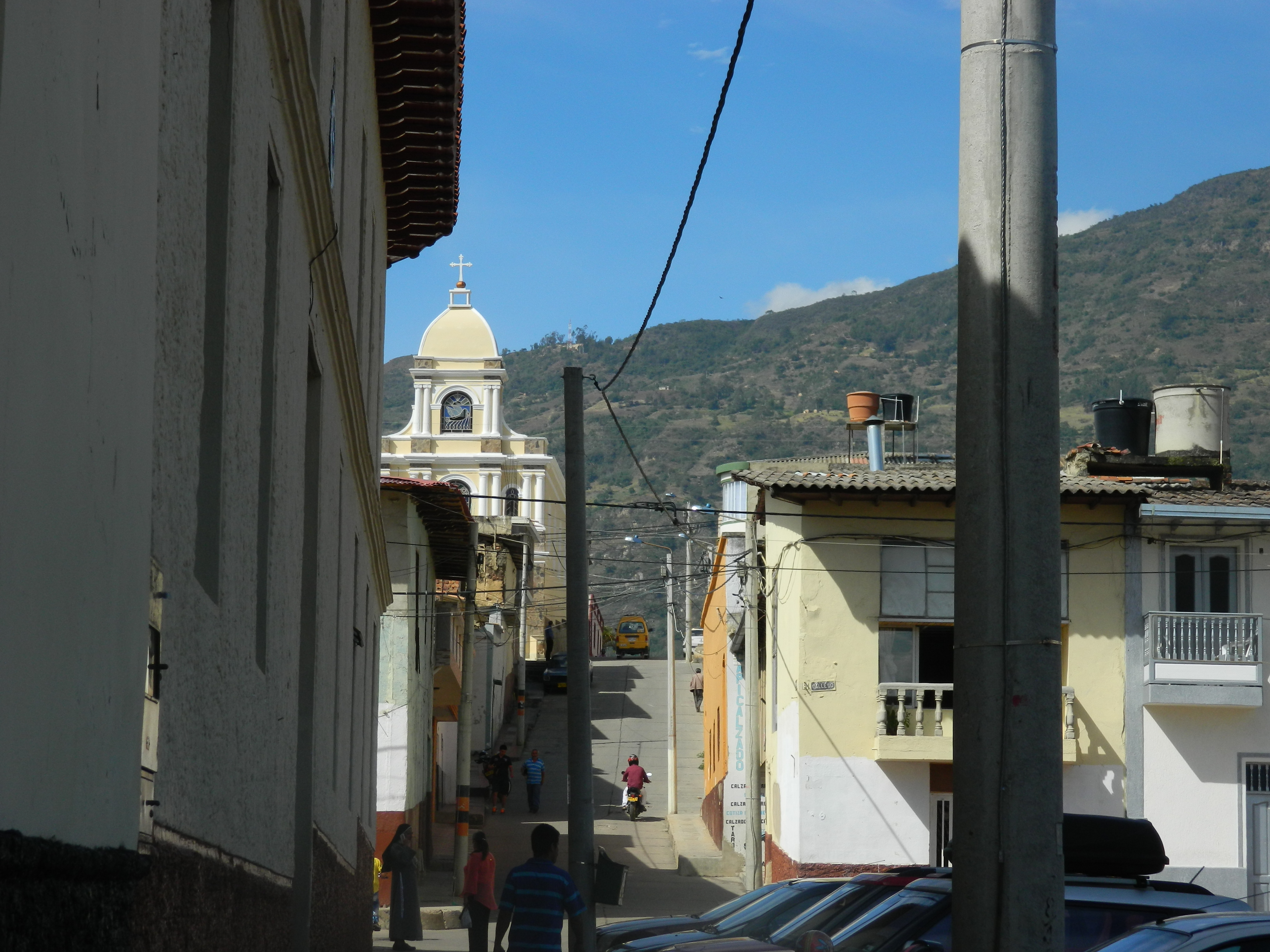
Capilla virgen de la piedra Soatá

- Capilla de san Antonio (San Antonio)
- Capilla San Antonio (Hospital)

- Parque Juan José Rondón
- Parque Simón Bolívar
- Parque Loma Blanca

- Parque el Carmen
- Parque Villa Esperanza

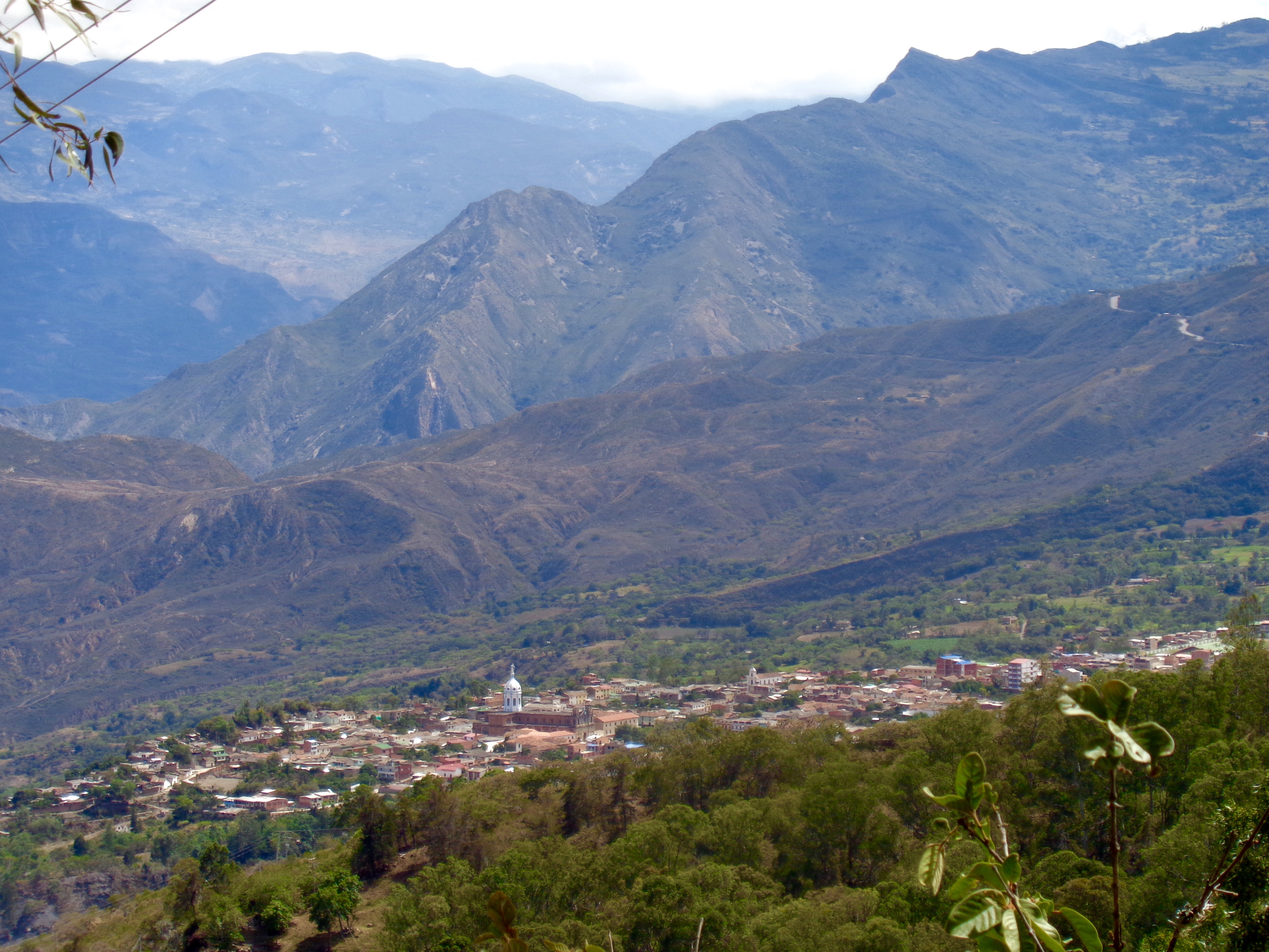
Vista de Soatá desde la vereda El Hatillo

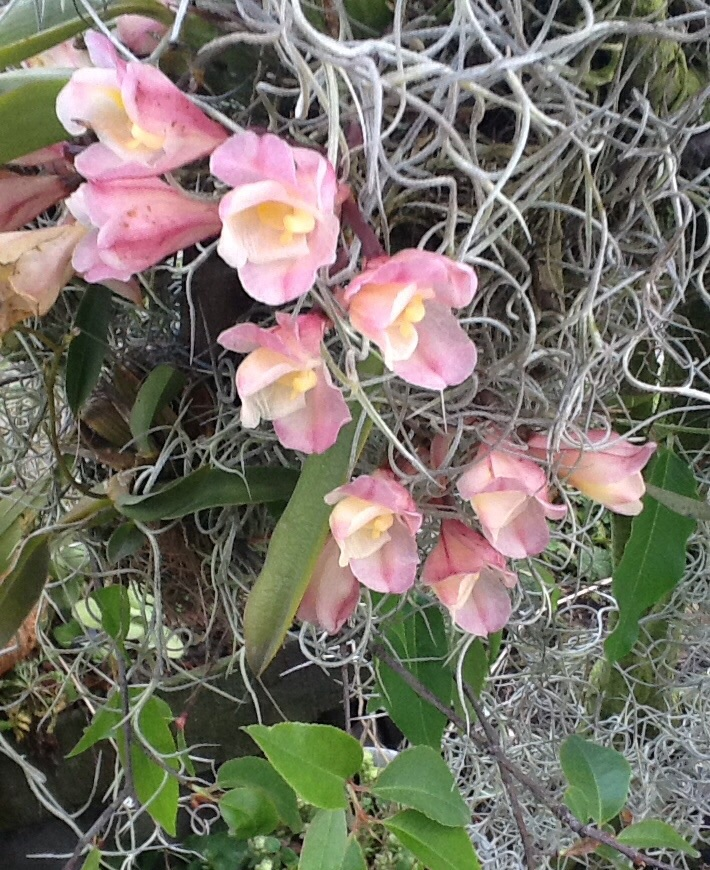
Orquídeas Soatenses

- Pisciclub (Centro Turístico, Recreativo y Vacacional del Norte de Boyacá)
- El Mirador
- Puente Pinzón
- Mirador De Santamaria (monumento Santa María)
- Alto de santo Cristo (Santo Cristo)
- Sector El Chorro
- Juan Espumas
- Monasterio
- San Antonio
- Uzaque

## Personas destacadas
- Juan Francisco Mancera (1783 - 1816), pintor
- Cayo Leonidas Peñuela, (1864 - 1942), sacerdote (monseñor y canónigo), historiador, político
- Gertrudis Peñuela, (1904 - 2004), escritora
- Miryam Báez Osorio, historiadora
- Humberto Escobar Molano, miembro de Rotary International, gobernador Rotario Distrito 4281 Colombia 2016/2017.
- José María Villarreal, precandidato a la presidencia de  La República

## Ferias y fiestas
- Fiestas de Nuestra Señora del Carmen

Realizadas tradicionalmente en el Puente Festivo de San Pedro y San Pablo. Son lideradas y organizadas por los gremios de transportadores; donde se cuenta con especial relevancia el Concurso de Tractomulas, donde los transportadores fascinan a los visitantes superando múltiples obstáculos a través de una pista dispuesta alrededor del estadio municipal. Además, las festividades cuentas con diversas actividades tales como: verbenas populares, desfiles de tractocamiones y celebraciones eucarísticas campales. 
- Ferias y Fiestas de Soatá

Se conmemoran año tras año en el mes de diciembre. Durante esta época, la ciudad alberga cientos de visitantes, que llegan a Soatá atraídos por su clima cálido. Desde el 24 hasta el 31 de diciembre, el municipio se viste de color y alegría, gozando de comparsas y carrozas en el marco del tradicional Carnaval Campesino, además de grandes conciertos, con asistencia de artistas como Silvestre Dangond, Martín Elías y Danny Marin. 
- Festival del Torbellino

Realizado por la Escuela Normal Superior "La Presentación", cuenta con la participación de grupos regionales que se dan cita año tras año para rescatar las tradiciones campesinas boyacenses. 
- Carnaval de la Alegría Soatense

Es un derroche de color, arte y alegría. Se lleva a cabo el 30 de diciembre de cada año en el marco de las Festividades de Soatá. La comunidad ofrece a visitantes y propios, múltiples carrozas y comparsas, que desfilan por las principales calles de la ciudad, hasta llegar finalmente al parque Principal. El carnaval se inició en 1994 momento a partir del cual se ha venido consolidando como patrimonio de los soatenses.  

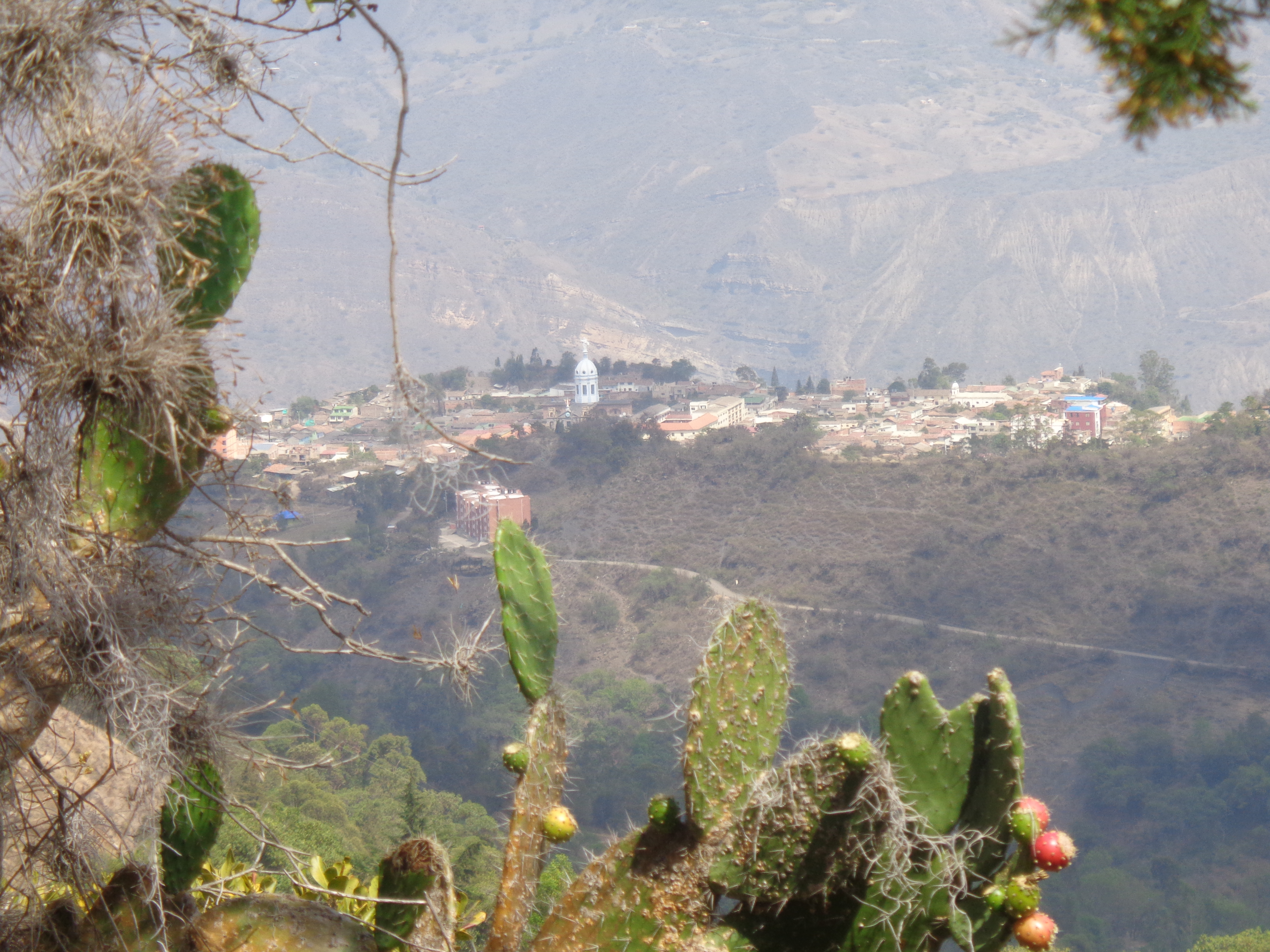
Panorámica de la ciudad de Soatá

## Salud
- Empresa Social del Estado Hospital San Antonio de Soatá:

Soatá cuenta con la ESE Hospital San Antonio de Soatá; institución prestadora de servicios de salud de orden departamental. La ESE es el principal centro de referencia de la red Norte del departamento de Boyacá con cobertura aproximada de ochenta mil usuarios distribuidos en cinco unidades básicas de atención de municipios de Boavita, Covarachía, Chita, San Mateo y Sativanorte y una de mediana complejidad  ubicada en Soatá. Ofrece servicios de consulta externa en medicina general, odontología, psicología, terapia física, ocupacional y respiratoria, laboratorio clínico, radiología, protección específica y detección temprana y consulta médica especializada en anestesiología, cirugía, ginecología, medicina interna, pediatría y ortopedia. Además servicios de urgencias, sala de partos, quirófanos y hospitalización con 38 camas. Además, recibe estudiantes de pregrado en Enfermería, estudiantes de técnico en auxiliar de enfermería y médicos del servicio social obligatorio. 
- Otras Instituciones Prestadoras de Servicios en Salud

Jersalud ofrece servicios de salud a pacientes del régimen especial del magisterio del Norte y Gutiérrez de Boyacá cuenta con servicios en medicina general, farmacia, detección temprana y terapia física; IPS Reina María ofrece servicios de salud a Medisalud EPS, cuenta con consulta externa en  medicina general, medicina especializada y detección temprana; Laboratorios Carvajal ofrece laboratorio clínico básico y especializado.

## Educación

### Universidades
Gracias al esfuerzo de las exalumnas del colegio de la Presentación de Soatá se logró la presencia de una sede de la Universidad Pedagógica y Tecnológica de Colombia.
Soatá cuenta con las siguientes universidades:
- Universidad Pedagógica y Tecnológica de Colombia. (UPTC)
- Universidad Nacional Abierta y a Distancia (UNAD)

### Institutos
- Instituto Técnico de Colombia.
- Servicio Nacional de Aprendizaje (SENA).

### Colegios
- Institución Educativa Juan José Rondón

Fue fundada en el año 1948 en honor al coronel Juan José Rondón. Cuenta con dos sedes: primaria y secundaria. La sede secundaria maneja dos jornadas: Diurna y Nocturna.
- Escuela Normal Superior "La Presentación" de Soatá

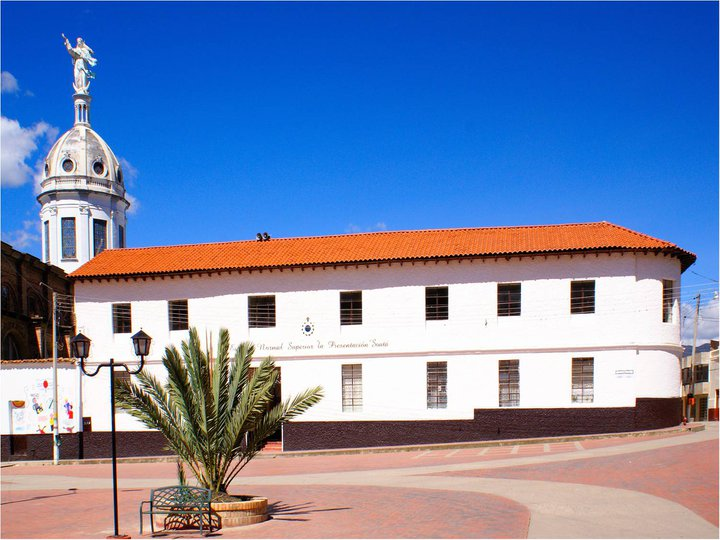
Escuela Normal Superior "La Presentación" Soatá

Fundada el 3 de febrero de 1937, por petición de su señoría Monseñor Cayo Leonidas Peñuela con el nombre de colegio de La Presentación Santa Gertrudis, desde esta época hasta ahora es dirigida por la Congregación de Hermanas Dominicas de La Presentación. Ofrece los niveles de Preescolar, Básica Primaria, Básica Secundaria, Media Académica y Formación Complementaria.

## Transporte y comunicaciones

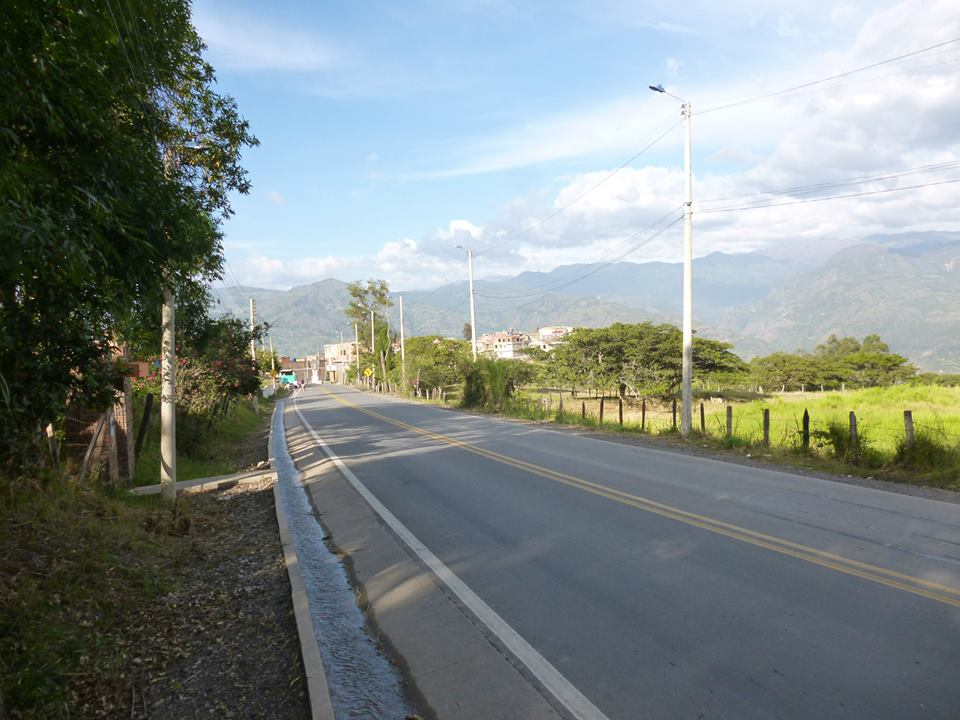
Entrada a la ciudad de Soatá.

La principal vía terrestre en las que se puede acceder a Soatá es la Troncal Central del Norte conocida en Colombia como Ruta Nacional 55, que comunica el Departamento de Boyacá con Santander, Norte de Santander y Venezuela. De esta vía se desprende la carretera que comunica a Soatá con el resto de municipios de las provincias Norte y Gutiérrez del departamento, bajando hasta la zona semi-desértica del Cañón del Chicamocha para luego ascender nuevamente hasta el municipio de Boavita.

La carretera desde la ciudad de Duitama hasta Soatá se encuentra pavimentada, tomándose aproximadamente dos horas y dos horas y cuarenta y cinco minutos desde la capital Tunja, recorriendo 100 y 160 km respectivamente.

### Servicio Intermunicipal
Soatá cuenta con dos empresas que prestan servicio intermunicipal. CootraSoatá y CootraDátil las cuales, cubren recorridos hacia Boavita, La Uvita, Chita, San Mateo, Chiscas, Güicán, El Cocuy, El Espino, Panqueba, Guacamayas, Tipacoque, Covarachía, Susacón, Belén, Cerinza, Santa Rosa de Viterbo y Duitama en el Departamento de Boyacá y Capitanejo y Macaravita en el Departamento de Santander. La frecuencia hacia la ciudad de Duitama es de treinta minutos aproximadamente, desde las 3:30 a. m. hasta las 8:00 p. m. Hacia los demás municipios se cuenta con cinco rutas al día.

### Taxis
Ofrece un servicio diurno, los siete días de la semana. El costo promedio por carrera es de $3500.

### Transporte público colectivo
A partir del 22 de febrero de 2017, se inician operaciones de servicio colectivo en la ciudad de Soatá, iniciándose con una ruta, con frecuencia de 15 minutos. La ruta cuenta con denominación de dos letras y un dígito CS1. La empresa que presta la operación es CootraSoatá. El costo por recorrido es de $500 para estudiantes y $900 para el resto de usuarios. En el mes de julio de 2017 se implementó una segunda ruta, la cual cuenta con denominación CS2.
| Rutas | Rutas    | Rutas      | Rutas                                                                                              |
| Ruta  | Trayecto | Frecuencia | Recorrido                                                                                          |
| ----- | -------- | ---------- | -------------------------------------------------------------------------------------------------- |
| 1     | CS1      | 15'        | Loma Blanca (inicia) - Centro - Hospital - Santa María - Villa Betty (finaliza)                    |
| 2     | CS2      | 20'        | Centro (inicia) - CDI - Villa Esperanza - El Dorado - Estación Brio - La Punta del Palo (finaliza) |